# 960
960 (CMLX) var ett skottår som började en söndag i den julianska kalendern.

## Händelser

### Okänt datum
- Songdynastins maktperiod inleds i Kina.
- Edgar kröns till kung av England.

## Födda
- Sven Tveskägg, kung av Danmark 985 eller 986–1014, av Norge 985 eller 986–995 och 1000–1014 och av England 1013–1014 (född omkring detta år).
- Konstantin VIII bysantinsk kejsare.
- Teofano, tyskromersk kejsarinna och regent.

## Avlidna
- Bauduin III av Flandern.